# Ulica Obozowa w Poznaniu

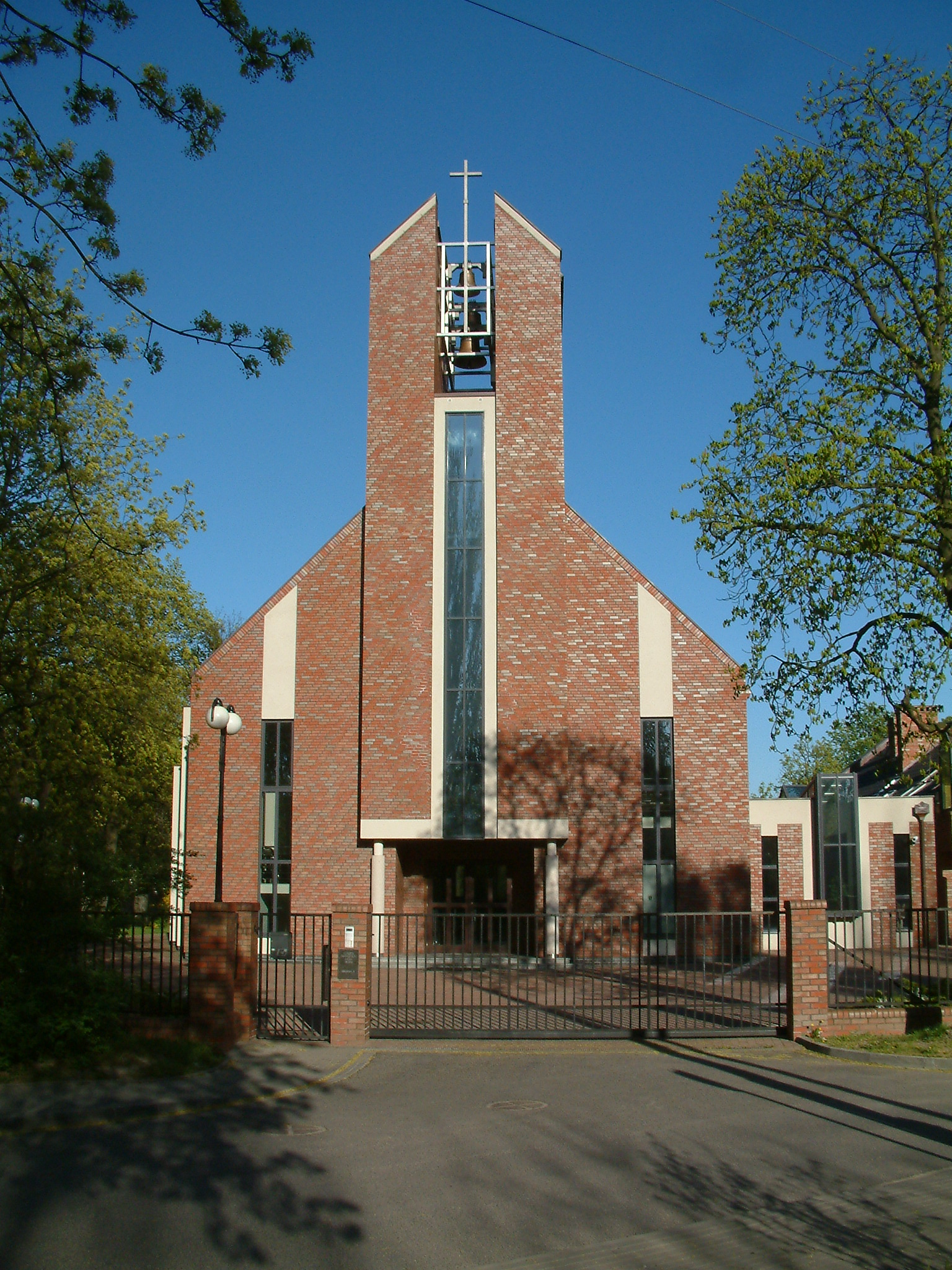
Kościół Łaski Bożej

Ulica Obozowa – krótka ulica położona na obszarze jednostki pomocniczej Osiedle Grunwald Południe w rejonie Grunwaldu w Poznaniu, odchodząca na południe od ul. Grunwaldzkiej i załamująca się pod kątem prostym na zachód, do ul. Promienistej.

## Charakterystyka
Była projektowana już w 1911 r., jednak wytyczono ją w roku 1937. Nazwa pochodzi od poniemieckich Nowych Koszar Taborów, zbudowanych w 1914 r., potem służących Wojsku Polskiemu jako m.in. Koszary Strzelców Konnych.
Po stronie wschodniej, na terenie zajmowanym od 1896 r. przez cmentarz ewangelickiej parafii św. Pawła, zlikwidowany po 1945 r., znajduje się skrawek Parku Manitiusa, ewangelicko-augsburski kościół Łaski Bożej, poświęcony w 2004 r. i budynki parafialne, dalej zabudowania Centrum Szkolenia Policji, z salą sportową przy ul. Promienistej, pozostałą z dawnych koszar. Strona przeciwna zajęta jest przez zabudowę jednorodzinną, w większości z drugiej połowy XX w. Na narożnej parceli (ul. Grunwaldzka 50), zajmowanej dziś przez ośrodek zdrowia, w 1938 r. powstał prowizoryczny kościół parafialny św. Jana Kantego, zamknięty i zniszczony w czasie II wojny światowej, odbudowany już w innym miejscu. Z wyjątkiem krótkiego początkowego odcinka, pokrytego asfaltem, wąska ulica jest brukowana.